# Leptothorax mongolicus
Leptothorax mongolicus är en myrart som beskrevs av Bohdan Pisarski 1969. Leptothorax mongolicus ingår i släktet smalmyror, och familjen myror. Inga underarter finns listade i Catalogue of Life.